# الرقابة على رسم الخرائط
الرقابة على رسم الخرائط، (بالإنجليزية: Cartographic censorship)‏، تصف طريقة التعامل، مع ظهور الكيانات ذات الأهمية الإستراتيجية المحتملة، مثل القواعد العسكرية، أو محطات توليد الكهرباء، أو أجهزة الإرسال في إطار مراقبتها على الخرائط، فربما يكون إتاحة مثل هذه الكيانات على الخرائط، ليراها عامة الناس، يعد أمرًا غير مرغوب فيه، لذلك غالبًا ما يتم محاولة إخفاء هذه المواقع من على الخريطة.

## معلومات تاريخية
هناك عدة طرق متنوعة، لمراقبة الخرائط، يتم فيها وضع مرتفعات مزيفة، فربما يكون ذلك مهمًا في التنبؤ بالفيضانات، كما حدث في الحرب العالمية الأولى حيث لقي العديد من الجنود الألمان حتفهم في بلجيكا، بعدما غمرت المياه معسكراتهم، على الرغم أن الخرائط التي استخدمها الجيش الألماني لم تكن تشير لاحتمال تعرض مواقع تلك المعسكرات للفيضانات.
كما تم استخدام مراقبة الخرائط في ألمانيا الشرقية سابقًا، وخصوصًا مع المناطق القريبة من الحدود، ناحية ألمانيا الغربية لجعل محاولات الانشقاق أكثر صعوبة.
في المملكة المتحدة، أثناء فترة الحرب الباردة، وبعدها بوقت وجيز، لم يظهر عدد من المنشآت العسكرية (أماكن محظورة) على الخرائط التجارية الصادرة من هيئة المساحة، حيث تم تقليص هذا الإجراء بشكل فعال، من خلال التوفير الشامل لصور الأقمار الصناعية.
هناك جانب آخر من مراقبة الخرائط في المملكة المتحدة، وهو عدم ظهور التخطيط الداخلي لمنشآت سجن صاحب الجلالة، على خرائط أنظمة التشغيل (OS).
واليوم، لا يزال يتم تطبيق الرقابة على الخرائط في كثير من الأحيان، على الرغم من أنها أصبحت أقل فعالية في عصر خدمات صور الأقمار الصناعية.
يتم إطلاق مصطلح «الخريطة المعطلة» على الخرائط الحكومية الحساسة، التي تظهر مواقع المنشآت الحساسة، فائقة السرية، والمنشآت الأخرى ذات الحساسية العالية داخل البلاد. تمتلك كل من روسيا، والولايات المتحدة، وبريطانيا العظمى، خرائط من هذا النوع.
يرصد موقع جوجل إيرث، الأماكن ذات المخاوف الأمنية الخاصة، وفيما يلي مجموعة مختارة من هذه المخاوف:
- أعرب الرئيس الهندي السابق عبد الكلام (Abdul Kalam) عن قلقه إزاء توفر صور عالية الدقة للمواقع الحساسة في الهند.[1]
- وتقول منظمة البحوث الفضائية الهندية (Indian Space Research Organization) إن برنامج Google Earth يشكل تهديدًا أمنيًا للهند وتسعى للحوار مع مسؤولي جوجل حول هذا الأمر.[2]
- أعربت حكومة كوريا الجنوبية (South Korea) عن قلقها إزاء ما يمكن للبرامج الإلكترونية أن تقدمه من صور القصر الرئاسي (Blue House) وصور لمنشآت العسكرية المختلفة التي يمكن لكوريا الشمالية (North Korea) أن تستخدمها.
- طلب مشغلو المفاعل النووي لوكس هايتس (Lucas Heights) في سيدني (Sydney) في أستراليا (Australia) من شركة جوجل أن تحجب صور المفاعل فائقة الدقة. ومع ذلك، فقد تراجعوا عن هذا الطلب لاحقًا.[3]
- كما أعربت حكومة إسرائيل (Israel) عن قلقها أيضًا إزاء توافر الصور فائقة الدقة للمواقع الحساسة في أراضيها، وقامت بممارسة ضغوط لجعل الأراضي الإسرائيلية (والأراضي المحتلة من قبل القوات الإسرائيلية) تظهر بتفاصيل أقل وضوحًا.[4]
- مقر نائب رئيس الولايات المتحدة (المرصد البحري) (Naval Observatory) في العاصمة واشنطن (Washington) تم حجب،[5] مثل صندوق الذهب الفيدرالي في فورت نوكس (Fort Knox).
- ومن يونيو 2007 حتى يناير 2009،[6] تم إظهار وسط العاصمة واشنطن باستخدام الماسح الجيولوجي الأمريكي التصوير الجوي منذ ربيع 2002، فيما ظهرت بقية مقاطعة كولومبيا باستخدام صور من 2005.[7]

يتم أيضًا تطبيق الرقابة على الخرائط على خرائط جوجل، حيث يتم طمس أماكن معينة أو تركها عمدًا بصورتها القديمة من غير تحديث.
في لبنان (Lebanon)، كل الخرائط التي تخص الدولة هي ملك الجيش اللبناني ويتم إصدارها بواسطة إدارة الشئون الجغرافية بالجيش اللبناني. ويعتبر إعادة إنتاج الخرائط كاملة أو جزء منها من غير الحصول على إذن من الجيش جناية قانونية، على الرغم أنه يمكن إصدار الخرائط لبعض الجامعات ومدارس التصميم العمراني ليستخدمها التلاميذ ويمكن للمدنيين الحصول عليها بعد تقديم وثائق معينة. يتم كتابة ملاحظة على الخرائط بأنه يحظر نسخها، أو إعادة إنتاجها، أو بيعها، وبأنه يجب إعادتها لوزارة الدفاع الوطني إذا طلبت ذلك. تهدف هذه السياسة لمنع الإرهابيين، والخارجين عن القانون، والكيانات المحاربة للبنان من الحصول على هذه الخرائط.[بحاجة لمصدر]

## حالات مشابهة
قد لا تقوم، العديد من الدول بنشر قوائم «عوائق حركة الملاحة الجوية»، مع أن العديد منها، مهم من الناحية الإستراتيجية (مداخن محطات الطاقة، وهوائيات الراديو، وما إلى ذلك).

## مثال
- إخفاء محطة إرسال منخفضة التردد (VLF) للبحرية الروسية على الخريطة. قارن  بصور القمر الصناعي

## أنظر أيضاً
- رقابة على الإنترنت